# Alexandra Dezzi
Alexandra Dezzi, de son vrai nom Alexandra Perez, est une écrivaine française. Elle est également auteure-compositrice-interprète et est connue sous le nom de scène de Kincy, notamment au sein du groupe Orties, fondé avec sa sœur jumelle Antha. En 2018, elle publie son premier roman, Silence, radieux. En 2020, La colère, son second roman paraît. En 2023, elle s'auto-baptise EREXpour son projet musical en solo.

## Biographie
Alexandra Perez a d'abord été musicienne, elle forme la moitié du duo electro-rap Orties dont le premier album, Sextape, sorti en février 2013, a suscité de vives réactions. Elle compose le second album, qui ne verra jamais le jour par suite de la rupture du groupe à la fin de l'année 2016, ainsi que la chanson Mes nuits blanches où Orties est en featuring, sur l'album de Christophe Les Vestiges du chaos, qui paraît en avril 2016.
Le 22 août 2018, elle sort son premier roman, Silence, radieux, aux éditions Léo Scheer, il s'agit d'une histoire d'amour contemporaine qui a lieu pendant les attentats de 2015-2016 à Paris, on retrouve l'ombre de Michel Houellebecq sous les traits d'un célèbre écrivain nommé Michel Thomas au début du roman, lorsque l'héroïne, Marie-Louise, vient d'emménager dans son bureau. Alexandra Dezzi a écrit ce livre alors que Michel Houellebecq lui avait réellement loué son studio,,.
Le 13 octobre 2018, pour l'installation Souris Calle, de l'artiste Sophie Calle, elle écrit et compose la chanson Messe bleue, en hommage au défunt chat de Sophie Calle,.
Son second roman, La colère, paraît le 26 août 2020, aux éditions Stock au sein de la collection « La Bleue ». On y découvre par l’allocution d’une narration à deux voix, une jeune femme évoluant dans une sphère affective infernale, aux journées rythmées par ses tentatives d’échappement et ses moments d’errance. Entre le sexe et la boxe. Ses seuls points d’ancrage au monde semblent être les instants qu’elle partage avec des hommes, des numéros qui se suivent de manière descendante. Ce rapport animal aux « mâles » est exploré par une langue crue, érotique, qui pose ainsi un regard sur ce qu’est la domination masculine et comment une femme peut en réchapper .
Elle collabore avec Mohamed Bourouissa en 2021, en compagnie de sa soeur jumelle Antha, sur l'écriture et la conception sonore d'une exposition collective Faut-il une raison, aux Grandes Serres de Pantin et en 2022, ils travaillent de nouveau ensemble sur Cosmos, travail photographique et poétique, publié dans les revues 90antiope et Possession Immédiate.
Elle co-écrit le scénario du court-métrage Stranger, avec Agathe Rousselle et Jehnny Beth, présenté à Cannes à la Semaine de la Critique, en mai 2023.
En mars 2023, elle sort le premier extrait de son projet solo signé sous le nom d'EREX, Le Soleil noir, reprise de Barbara qu'elle qualifie de "cyber chanson rap", produite par Johnny Hostile et Mirwais.
À l'automne 2023, elle est sur scène avec Jehnny Beth, au synthé, Moog et chant, partant ainsi en tournée américaine en première partie des Queens of the Stone Age.

## Publications
- Silence, radieux, éditions Léo Scheer, 2018, 259 p.  (ISBN 2756112380) et 9782756112381
- La colère, éditions Stock, 2020, 224 p.  (ISBN 978-2-234-08898-6)
- L'Inconnue d'Instagram, Revue Aventures, numéro 2 (Gallimard) :  (ISBN 978-2-07-308276-3)
- Gloria, Les Nouveaux Déviants (Au Diable Vauvert) :  (ISBN 979-10-307-0679-6)

## Musique
- Le Soleil noir, 2023[15]
- EREX, 2024[16]